# Sárga billegető
A sárga billegető (Motacilla flava) a madarak osztályának verébalakúak (Passeriformes)  rendjébe és a billegetőfélék (Motacillidae) családjába tartozó faj.

## Rendszerezése
A fajt Carl von Linné svéd természettudós írta le 1758-ban.

## Előfordulása
A magas északot kivéve, egész Európában, Ázsiában, Észak-Amerikában és Alaszkában fészkel, télen délre, Afrikába és Dél-Ázsiába és Ausztráliába vonul.
Természetes élőhelyei a mérsékelt övi gyepek és cserjések, édesvízi mocsarak, tavak, folyók és patakok környékén, valamint szántóföldek és legelők.

### Kárpát-medencei előfordulása
Magyarországon rendszeres fészkelő a törzsalak, a Motacilla flava flava.
Ezenkívül a Motacilla flava thunbergi is előfordul vonuláskor, illetve a kucsmás billegető (Motacilla flava feldegg) is alkalmi tavasz-nyári vendégként.

## Alfajai
- európai sárga billegető (Motacilla flava flava) – Skandinávia, Franciaország, Közép-Európa, Urál-hegység, a Kárpát-medencében rendszeres fészkelő
- angol sárga billegető (Motacilla flava flavissima) – Anglia
- ibériai sárga billegető (Motacilla flava iberiae) – Spanyolország, Tunézia
- déli sárga billegető (Motacilla flava cinereocapilla) – Olaszország, Szicília, Szardínia, Szlovénia
- kucsmás billegető (Motacilla flava feldegg) – Balkán, Kaszpi-tenger, Törökország, Irán, Afganisztán, a Kárpát-medencében alkalmi vendég (ritkán fészkel)
- egyiptomi sárga billegető (Motacilla flava pygmaea) – Nílus-deltája
- volgai sárga billegető (Motacilla flava lutea) –  Volga alsó folyása mentén
- Motacilla flava melanogrisea – Volga
- szibériai sárga billegető (Motacilla flava angarensis) Dél-Szibéria, Mongólia
- mongol sárga billegető (Motacilla flava leucocephala) – Mongólia, Oroszország
- Motacilla flava macronyx – Északkelet-Szibéria
- Motacilla flava plexa – Észak-Szibéria
- Motacilla flava beema-Észak-Kirgizisztán sztyeppéi
- Motacilla flava dombrowskii-Románia
- Motacilla flava supercilliaris-Délkelet-Oroszország
- kamcsatkai sárga billegető (Motacilla flava simillima) – Kamcsatka-félsziget, Bering-szoros
- tajvani sárga billegető (Motacilla flava taivana) – Kuril-szigetek, Japán és Tajvan
- északi billegető (Motacilla flava thunbergi) – Skandinávia, a Kárpát-medencében alkalmi vendég (átvonuló)
- Motacilla flava zaissanensis

## Megjelenése

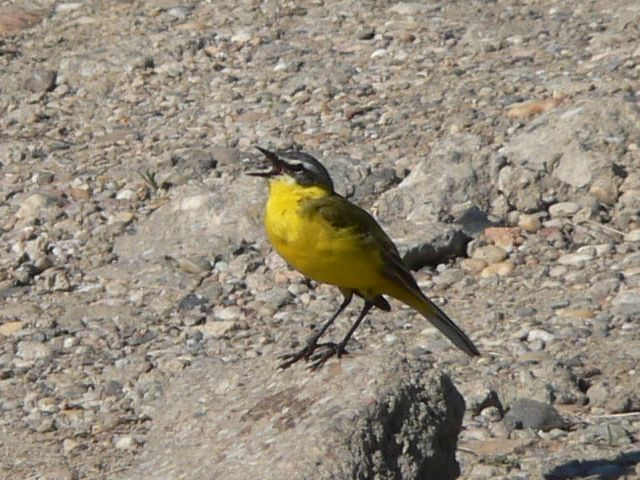
Éneklő hím

Testhossza 17 centiméter, szárnyfesztávolsága 23-27 centiméter, testtömege 14-21 gramm.
Feje búbja, szemsávja és fültájéka, tarkója s nyakának hátsó része hamvas szürke. Szemöldöksávja fehér. Háta olajzöld. Álla fehéres, alsóteste élénk-sárga. A szeme sötétbarna, a csőre és a lábai feketék.
- ssp flava: feje kékesszürke,feltűnő fehér szemöldök sávval és fehér bajusz alatti sávval(a pofa és a sárga torok között),szem alatt kis fehér folttal rendelkezik.
- ssp thunbergi: nincs szemöldöksávja,feje szürke,fülfedői koromszürkék.
- ssp feldegg: feje nagy része fekete.

## Életmódja
Főleg legyekkel, szúnyogokkal táplálkozik, melyeket röptében kap el.

## Szaporodása
Fészekalja 5-6 tojásból áll, melyeken a tojó egyedül kotlik, de a táplálásban a hím is részt vesz.
|  |  |

## Természetvédelmi helyzete
Az elterjedési területe rendkívül nagy, egyedszáma hatalmas, viszont csökkenő, de még nem éri el a kritikus szintet. A Természetvédelmi Világszövetség Vörös listáján nem fenyegetett fajként szerepel. Magyarországon védett. Természetvédelmi értéke: 25 000 Ft.

## Galéria

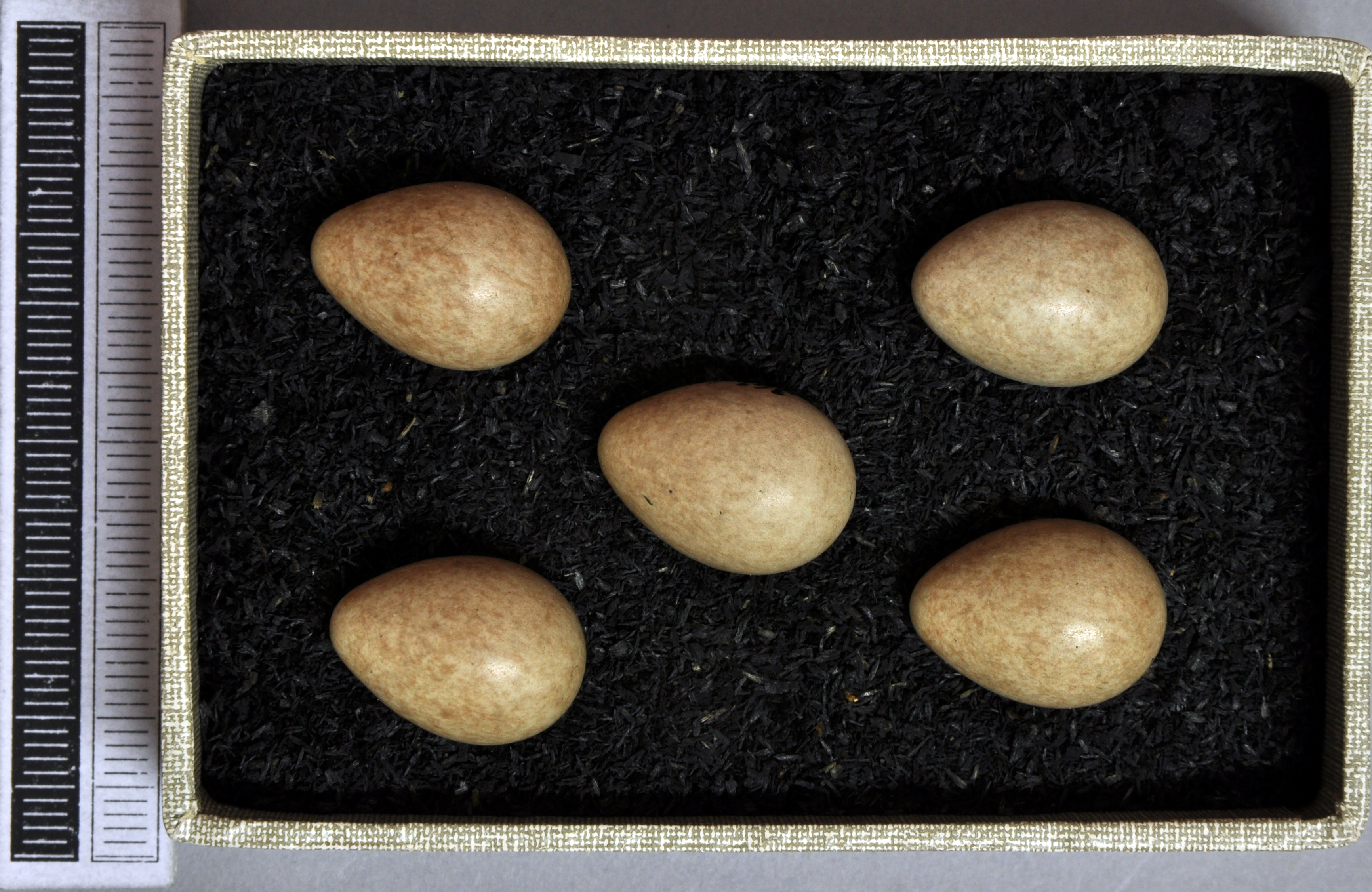
sárga billegető tojások a Wiesbadenoi múzeum gyüjteményében
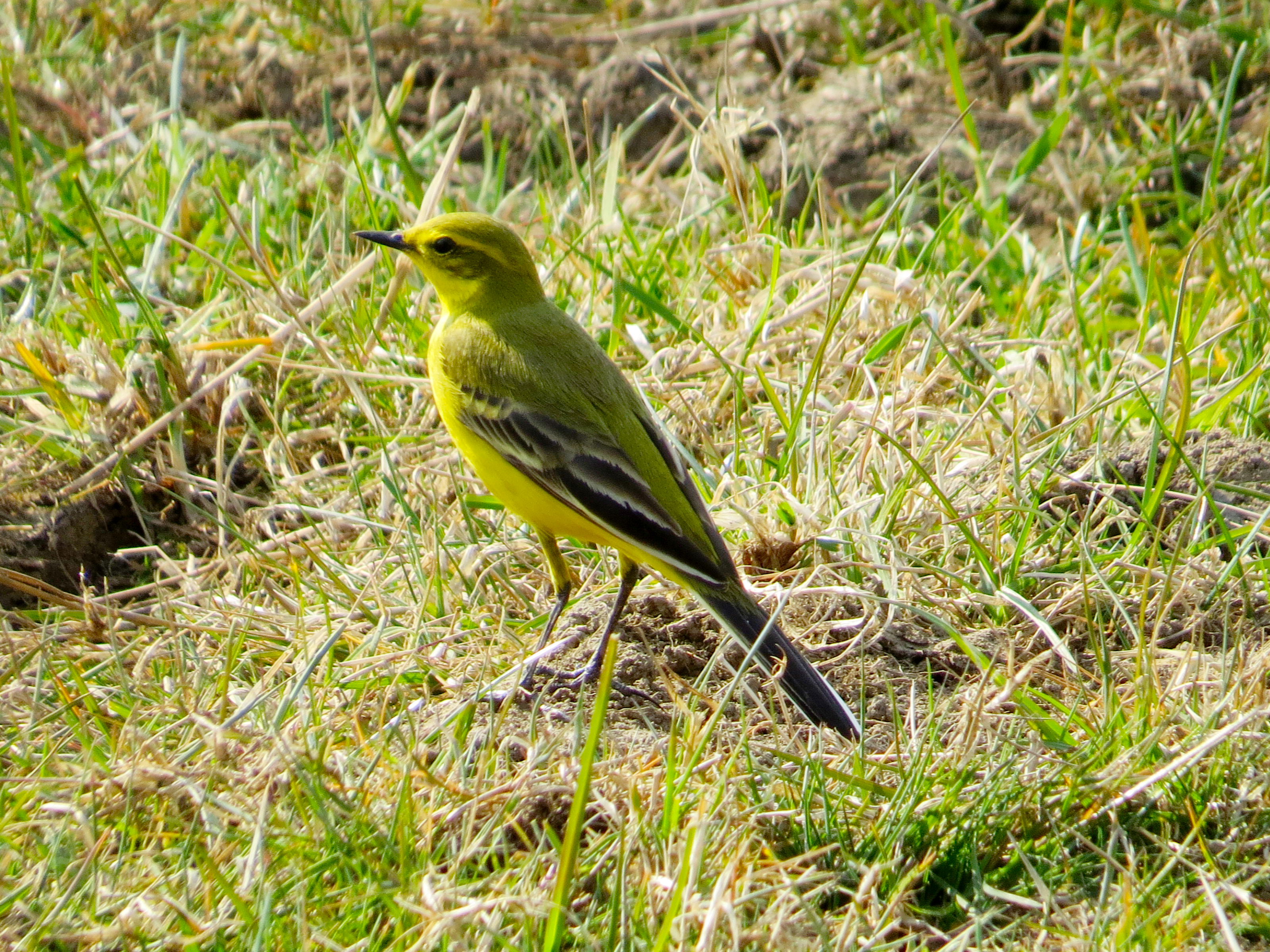
Brit szigetekbeli alfaja a Motacilla flava flavissima
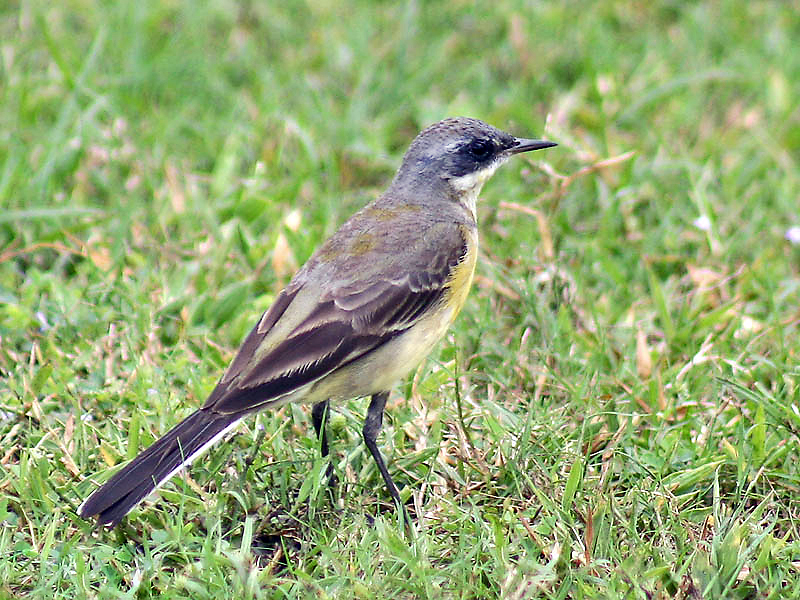
M. f. melanogrisea
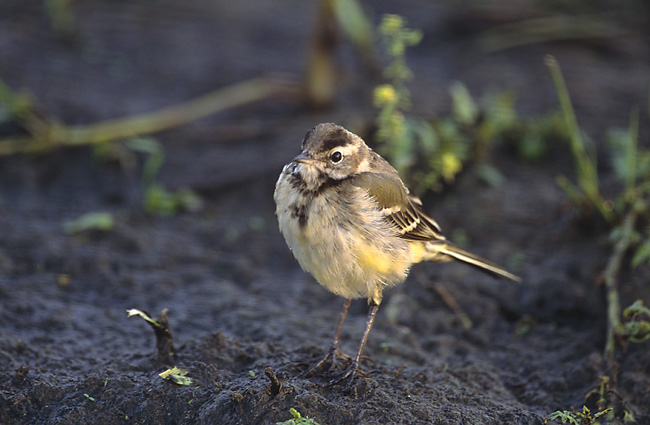
M. f. flava
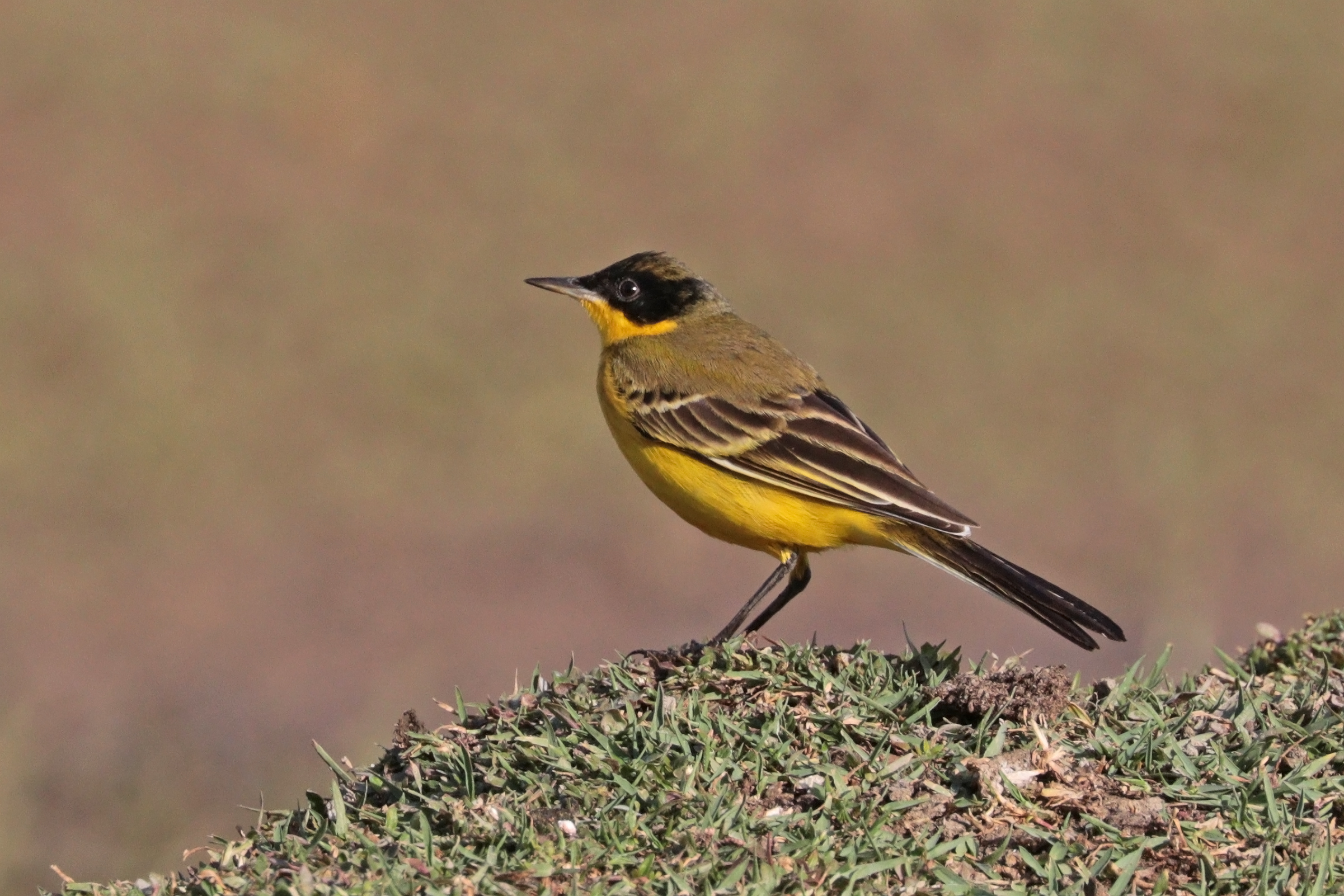
M. f. thunbergi
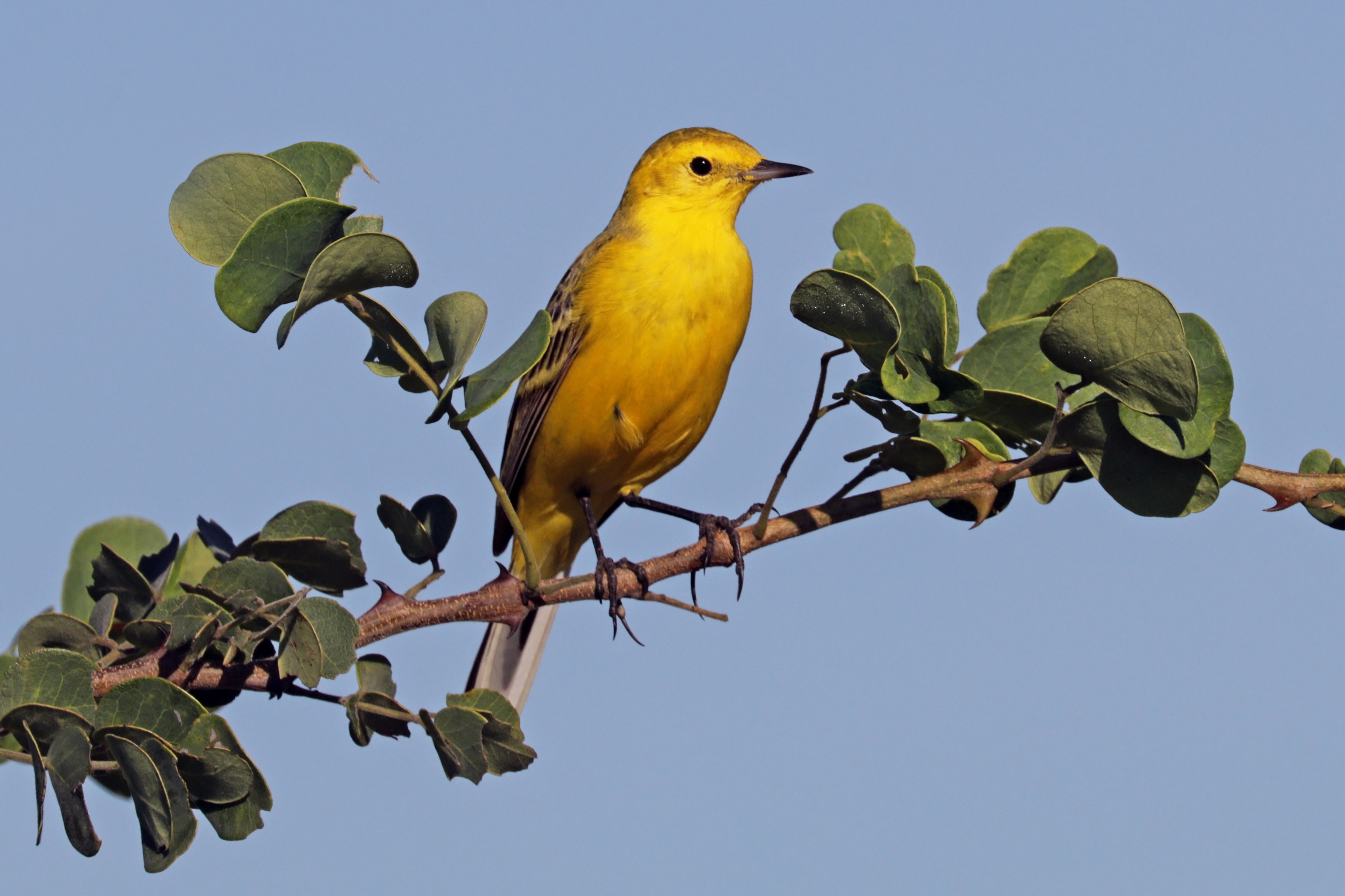
M. f. lutea
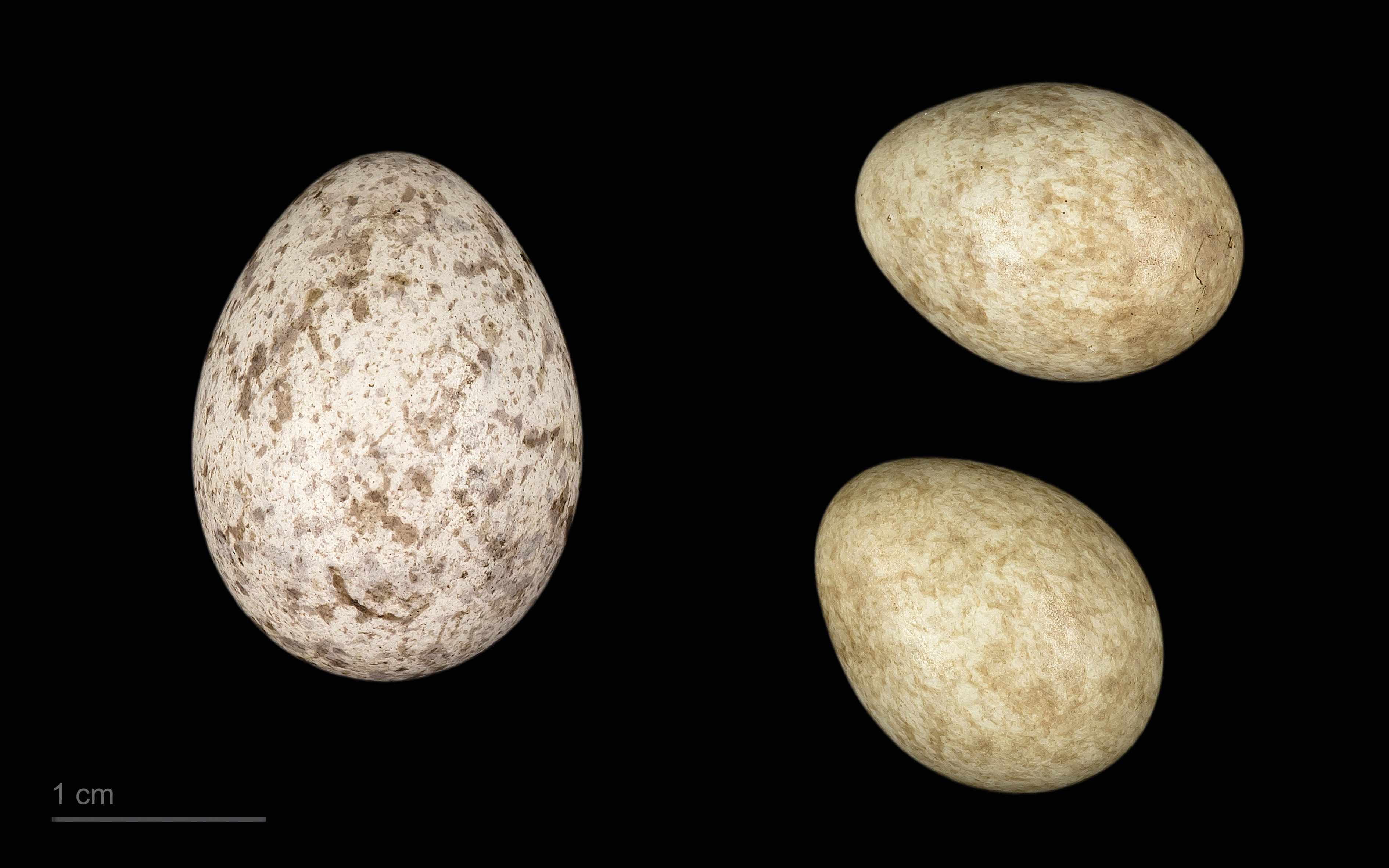
Cuculus canorus canorus + Motacilla flava